# 不可思議
不可思議（ふかしぎ）とは
- 思いはかることもできず、言語でも表現できないこと[1]。
  - （仏教）仏の智慧や神通力というのは、それを思い測ったり言葉で言い表したりすることはできない、ということ（元の用法）。
- あやしいこと、異様なこと[1]。
  - （転じて）数の単位のひとつ。那由他のひとつ上で、無量大数のひとつ下の単位。

「不可思議」というのは漢語であるが、和語で言えば「思うことや、議することが、できない」という意味である。略して「不思議（ふしぎ）」という。

## 理解や言葉を超えたこと
不可思議とは、思いはかることも、言葉で議することもできないことを広く指している。この意味では現代語では「不思議」と略して呼ぶことも多い。英語では「wonder」などに当たる。
「世界の七不思議」などの表現・概念で用いられている。
この意味の「不可思議」は「謎」「神秘」「ミステリー」などの語で置き換えられることがある。
テレビ番組では『日立 世界・ふしぎ発見!』などがこうした内容を扱っている。言葉だけでは伝えにくいが、テレビのカメラ・映像などを用いてそれを視聴者に伝えようとしている。

## あやしいこと、異様なこと
「不可思議」は、古語・和語では「あやし」にあたる。
「あやし」というのは、自分には理解しにくくて異様に感じられることを言い、現代的に言えば「不思議」「神秘的」「異常」「不審」などの言葉を当てることができるのである。
「あやし」に漢字をあてる時は「奇し」「怪し」「異し」などとした。
「不可思議」は「怪異」とも言った。この意味の「不可思議」は、現代の日本では「怪奇現象」などといった用語で呼ばれることが多い。現代の超心理学などではこれを「paranormal phenomena 超常現象」などと呼ぶ。自然科学の用語・概念などで説明・表現できないもの、などと定義されている用語・概念である。